# Wellington Brito da Silva
Wellington Brito da Silva, meglio noto come Tom (Arujá, 23 luglio 1985), è un ex calciatore brasiliano, di ruolo centrocampista.

## Carriera
Ha giocato nella massima serie dei campionati bulgaro e turco.

## Palmarès

### Club
- Coppa di Bulgaria: 1

Liteks Loveč: 2008-2009
- Supercoppa di Bulgaria: 1

Liteks Loveč: 2010
- Campionato bulgaro: 2

Liteks Loveč: 2009-2010, 2010-2011